# Glaucina foeminaria
Glaucina foeminaria är en fjärilsart som beskrevs av Dyar 1910. Glaucina foeminaria ingår i släktet Glaucina och familjen mätare. Inga underarter finns listade i Catalogue of Life.